# Mecseki Fotóklub
A Mecseki Fotóklub egy pécsi székhelyű fotóművészeti szervezet.
A klubestek hetente kedd délutánonként a Mecseki Fotóklub Halász Rezső Galériájában kerülnek megrendezésre. Programjaik a zártkörű klubestek kivételével szabadon látogathatóak.

## Története

### Megalakulása
A Mecseki Fotóklub 1957. március 8-án alakult meg Mecseki Turista Egyesület Amatőr Fotóművész Klubja néven. 1958. január 31-én vált önállóvá, ettől fogva Mecseki Fotóklub néven működik tovább. Az elsőként megalakuló fotóklubok egyike, szinte egy időben indult el a Magyar Fotóművészek Szövetségével.

### 1957–1977
Olyan hosszú életű amatőr egyesület még nem volt Pécsett, mint az 1957. március 8-án megalakult fotóklub, mely Mecseki Fotóklub néven működik a mai napig. A klub fő célja jó fotográfiák készítése volt, továbbá az alkotók művészi fejlődésének elősegítése. A klub első évében mindjárt országos fotókiállítást hirdetett, mely nagy érdeklődést váltott ki. Neves alkotók vállaltak szervező munkát, többek között Halász Rezső, dr. Szász János, Tillai Ernő, Tám László, Harnóczy Örs. A klubhelyiség problémája nehezen volt megoldható, más-más helyeken kaptak termet. Egy idő után a hasonló érdeklődésűek kisebb csoportokat alkottak, és egymást ösztönözve bizonyos stílust és témakört alakítottak ki. A különféle tendenciák jól megfértek a klubban, így mindenki megtalálta a neki megfelelő irányzatot, és a kölcsönös érdeklődés sem apadt el. Lantos Miklós, dr. Szász János és Tillai Ernő kemény, markáns, konstruktivista képeket készített, ezt a fajta szemléletet hosszú ideig azonosították a Mecseki Fotóklub törekvéseivel. Kis számban már akkor is jelentkeztek a természetfotózás hívei, akik közül Kiss Imre tűnt ki. Új, általuk szürrealistának vélt irányzattal jelent meg a klubban a Focus alkotócsoport dr. Lajos László vezetésével. A Fotóművészet Nemzetközi Szövetsége, a FIAP egymás után ismerte el a sikerek alapján az alkotók képességeit. A sokirányú kapcsolat és ismertség újszerű kezdeményezés lehetőségét nyújtotta, létrehozták 1973-ban az „Öt országrész fotófóruma” fesztiválsorozatot. Sorra alakultak a testvérvárosi kapcsolatok is, elsősorban a Horvát Eszéki Fotóklubbal. A fotóklub sajátos szemléletét, képeinek a szokványostól eltérő voltát, az igényes szigorúságot és az esztétikai felkészültséget méltányolták és elismerték. A klub a 70-es évekre elérte aranykorát, hiszen kiegyensúlyozott, és változatos klubéletet élt, sok és jó kép született, az elméleti felkészültsége is fejlődött. A klubnak nimbusza lett, általános elismertséget vívott ki. A korszak méltó lezárása volt az 1977 őszén rendezett nemzetközi fotókiállítás, melynek témája a Nő '77. Az érdeklődés óriási volt, 37 országból érkeztek képek, melyekből a zsűri kiválasztotta a kiállítás anyagát. A nézők száma is grandiózus volt, 115 ezer látogató nézte meg a képeket a Pécsi Galériában. A klub ekkor a delelőjén túljutott, új szemléletű képekre lett volna szükség, ezt az új szemléletet az Ifjúsági Házból a fotóklubba áttelepült Focus alkotócsoporttól várták. Ezzel megnyílt egy újabb korszak a klub életében.

### 1977–1990
Az Ifjúsági Házban a dr. Lajos László által vezetett csoport sok fiatalt gyűjtött maga köré. A csoport tagjai egyre rangosabb, komolyabb képanyaggal rendelkeztek, egyre több kiállítás megszervezését vállalták. Az 1977-ben alakult Focus csoport tagjainak többsége is ebből a csoportból szerveződött. Alapító tagjai dr. Lajos László, Cseri László, Harnóczy Örs, Kálmándy Pap Ferenc, és Kovács Attila. Később csatlakozott hozzájuk Marsalkó Péter és Borbély Tamás. Első kiállításuk után írta róluk a kritika: „Nem sűrűn találkozhatunk ezzel az új művészi magatartással, mely tárgyilagos, de nem veszi annyira komolyan magát, hogy öniróniájának céltáblája ne lehessen”. Dr. Lajos László: „Valami újat akartunk, frissebbet, mert ami akkortájt dívott a klubban, avíttnak tűnt számunkra. Újat, de nem a klub ellen, hanem vele párhuzamosan valami mást.” A csoport 10 évig nemcsak a Mecseki Fotóklub élcsapata volt, országosan is a legrangosabb fotós csapattá érlelődött. A klub 1983-ban elnyerte a Kiváló együttes címet. Az 1987-es esztendő jelentős a fotóklub életében, mert a 30 éves jubileumát ünneplő egyesület ebből az alkalomból könyvet készített „Fényképeskönyv” címmel. A Mecseki Fotóklub több, fontos kiállítást szervezett ezekben az években. 1982-ben a „Nő '82”, 1985-ben a „Hat országrész”, 1987-ben „A pécsi fotográfia története – A Mecseki Fotóklub 30 éve”. A nemzetközi fotófórumok fontos szerepet játszottak a fotóklub életében. 1974-től folyamatosan találkoztak hat országrész fotósai, ezt a nemzetközi társaságot három alkalommal látta vendégül a Mecseki Fotóklub. A Pécs-Lahti kapcsolatos során 1988-ban Körtvélyesi László és Mánfai György volt vendége a Lahti Fotóklubnak. A rendszerváltást követően több kiállítást szerveztek Ausztriában és Németországban, ahol Tillai Ernő képanyaga került bemutatásra. 1992-ben nagy veszteség érte a klubot Halász Rezső EFIAP fotóművész halálával. A rendszeres programok ellenére a klub teljesítménye egyre jobban süllyedt az átlag fotóklubok szintjére. Megszűntek a klubon belüli csoportosulások, nem voltak olyan csoportok, amelyek valami újat lettek volna képesek alkotni. A megújulás vágya kisegítette a klubot az apátiából, megszületett a Kortárs Magyar Fotográfia kiállításának gondolata. Nemcsak a kor szellemi vonulatait, önmagukat is megmutathatták a szakmának és Pécs város művészetet kedvelő lakosainak. Új lehetőségekkel lettek gazdagabbak, újra a magasabb szintű alkotás lehetősége csillant meg előttük.

### 1990-től napjainkig
A rendszerváltás társadalmi hatásai a klubot is fenyegették. Azok, akik addig a hobbijukba temetkezve élték életüket, karriert kezdtek építeni, pénzre hajtottak. Közösségek százai szűntek meg, veszítették el tagjaik jelentős hányadát. A klubban is érezhető volt ez, de sok fiatal pályakezdő fotós viszont rátalált a klubra. Sajnos nem sokan maradtak meg a fotó mellett, a fluktuáció azóta is érezhető. A tehetséges, klubot fémjelző tagok közül többen a megélhetést, az új piacot választották. A reklámfotóban soha nem látott lehetőségek nyíltak. A 90-es években a vasfüggöny megszűnése a Nemzetközi Fotófórum végét is jelentette. A klub 1995-ben elindította a Kortárs Magyar Fotográfia biennálét. Kétévente együtt volt a fotográfusok legjava. 2001 után a biennálé kinőtte a klub lehetőségeit, így a rendezés jogát átadták a Kortárs Magyar Fotográfia Alapítványnak. Az ezredforduló tájékán a fotográfiában forradalmi változások következtek be a digitális fényképezéssel. A fotóklub az újdonságok felkarolását is szem előtt tartotta. A kezdeteknél előadásokkal, gyakorlati foglalkozásokkal segítette minden érdeklődő fotós átállását a digitális fényképezésre. A klubon belül ez az időszak hozta a természetfotó megjelenését. Magas színvonalát fémjelzi, hogy többen a Naturart csoport tagjai lettek. A Klub alapításának 50 éves évfordulójára kiadta az Előhívás c. könyvet, a Pécsi Galériában reprezentatív kiállításon mutatta meg fél évszázados munkájának legértékesebb alkotásait. Majd a 60. évfordulón a Cella Septichorában Pécs fotóesszenciája 1957-2017 címmel Pécshez kötődő képekkel ünnepelt a klub. 2016-tól MAFOSZ és FIAP által patronált nemzetközi fotópályázatokat szervez évente Sopianae Nemzetközi Fotószalon címmel. Tillai Ernő klubunk művészeti vezetője 2016-ban HonA-MAFOSZ életműdíjat kapott, Barakonyi Károly, Laki Krisztina Éva és Ruprech Judit tagjaink a FIAP fotóművésze cím AFIAP fokozatát nyerték el. 2017-ben Kiss Imre EFIAP/b, Barakonyi Károly, Laki Krisztina Éva, Kiss Zoltán EFIAP, Déri Judit és Jerszi Gabriella AFIAP és A-MAFOSZ, Barakonyi Károly A-MAFOSZ fotóművészeti minősítést szereztek.
A Mecsek Szalont a klub 2013-ban indította útjára, évente bemutatkozási lehetőséget kínálva a tagjai számára. A Szalon minden évben még két további kiállítással mutatkozik be a nagyközönség előtt.

## Jelenlegi tagjai (2025)
- Ádám Dániel József
- dr. Antos Árpád
- Balás László
- Barakonyi Károly (EFIAP/p, A-MAFOSZ/p, MFVSZ)
- Bárácz Mária
- dr. Barthó Lóránd
- Boda Miklós
- Bodor Csaba
- Bozó Pál
- Dékány Zsolt (E-MAFOSZ)
- Déri Judit (EFIAP/p, A-MAFOSZ/p, MFVSZ) - a Klub Elnöke
- Gáspár László
- Gyöngyösi Ferenc
- Hajdú Hajnalka
- Hámori Gábor (Fotóművész, MFSZ)
- Hirmann Ágnes
- Holló József
- Horváth Csaba Tamás (A-MAFOSZ)
- Jerszi Gabriella (EFIAP/d1, A-MAFOSZ/p)
- Kanizsai József
- Kémenes István
- Kiss Attila
- Kiss Imre (EFIAP/d3, A-MAFOSZ/p)
- Kiss József
- Kiss Zoltán (EFIAP/s, A-MAFOSZ/b)
- Kovács Ildikó
- Kovács Norbert
- Laki Krisztina Éva (EFIAP/g)
- dr. Lázár Gyula
- Lengvári István
- Lévai Gábor (MFSZ)
- Lovas Ákos
- Mánfai Bence
- Mánfai György (EFIAP, MFSZ)
- Mészáros István
- Nyárfás Balázs
- Nyárfás Csaba
- Nyírő László
- Nyuli János
- Orbók Ildikó (AFIAP)
- Petőcz Tamás (A-MAFOSZ)
- Puskás Gábor
- Regős István Károly
- Román József
- Szekeres Lajos Béla
- Szilvási Sándor
- Tám László (EFIAP, MFSZ)
- Tillai Ernő (MFIAP, HonA-MAFOSZ, MFSZ)
- dr. Varga Gyula
- Vitéz Tünde
- Vönöczky András

## Korábbi tagjai
- Antal Gergely
- Arató Csongor
- Bakó Csilla
- Becker Leonóra
- Bergics Balázs
- Berta Márton
- Bezdán József
- Bojtár Tamás
- Borbély Tamás
- Bosnyák Dániel
- Cseri László
- Csikós Gergely
- Csizmadia Sándor
- Csonka Károly
- Déri János
- Dudás Gábor
- Elter Sándor
- Ertl András
- Füzi Lilla Rita
- Gáll Szabolcs
- Garamvári Gábor
- Halász Rezső
- Hemrich Károly
- Hitre Ágnes
- Horváth Csaba
- Horváth Dénes
- Horváth Gábor
- Jakab Antal
- Jakab Ildikó
- Juhász Balázs
- Kalmár Nagy András
- Kampis Péterné
- Kalmár Lajos
- Kálecz Rudolf
- Kemény Miklós
- Kéméndy József
- C. Kiss Imre
- Klajkó Hanna Lujza
- Kovács Anna
- Kóka Patrik
- Kószné Takács Andrea
- Kőhegyi Zoltán
- Körtvélyesi László
- Krizmanics Zoltán
- Kunvári Gábor
- Kürti Mihály (MFSZ)
- dr. Lajos László
- Lábady István
- Leirer László
- Lesching László
- Marsalkó Péter
- Máté Gábor
- Marton Miklós
- Mészáros Dénes
- Mihály László
- Nagy Dávid
- Nagy Gábor
- Nagy Szilvia
- Németh József
- Németh Sándor
- Némethné Virág Bernadett
- dr. Oldal Imre
- Pál Dániel
- Pesti András
- Rabb Dániel
- Reiner György
- Rózsa Zoltán
- Salamon Balázs
- Seres Antal
- Szabados Tímea
- dr. Szász János
- Szentgyörgyváry Kristóf
- Szabó Gábor
- Szendrő László (E-MAFOSZ/ES)
- Takács Gábor
- dr. Tatai Ferenc
- Tóth Károly (EFIAP, alapító tag)
- Tóth Panna
- dr. Tóth Pál
- Ujvári Ildikó
- Ujj László
- Virág György
- Vissi Vendel
- Várai Enikő
- Weiling Gábor
- Simon Winterman